# Leptura tenuicornis
Leptura tenuicornis là một loài bọ cánh cứng trong họ Cerambycidae.